# هيراتسوكا رايتشو
هيراتسوكا رايتشو (平塚 らいちょう) والمنسوخ حرفيا (らいてう) تبعًا لإملاء «كانا» التاريخي، ولِدت بتاريخ 10 فبراير/شباط 1886م وتوفيت عام 24 مايو/أيار 1971م، كانت كاتبة وصحفية وناشطة سياسية ومن رائدات النسوية اليابانية.

## حياتها
ولدت في طوكيو 1886م، وهي الابنة الثانية في العائلة، كان أباها موظفًا مدنيا عالي المستوى، وتعلمت في جامعة اليابان النسائية (日本女子大学) عام 1993م، وكنتيجة للتيارات المعاصرة، تأثرت هيراتسوكا بالفلسفة الأوروبية كما هو الحال مع طائفة «زن البوذية» والتي ستصبح من أتباعها المُخلصين.
كان لهيراتسوكا تأثيرًا خاصًا في بداية القرن على الكاتبة النسوية «إلين كي» والتي ترجمت بعض أعمالها إلى اليابانية، كانت البطلة الرئيسية في مسرحية بيت الدمية لهنريك إبسن عام 1879م. حاولت الانتحار في عام 1908م مع أستاذها «ناتسوم سوسيكي» وأحد المُتأثرين به والمتعلمين على يده، عُثر عليهما أحياءً على الجبل، لكن قد أثارت عملية الانتحار هذه انتقادات عامة وعلى نطاق واسع كونهما ذوي تعليم عالٍ.
عَقب تخرجها من الجامعة، التحقت هيراتسوكا بمدرسة «نارومي» النسائية للغة الإنكليزية لتأسس بعدها أول مجلة أدبية عام 1911م Seitō (青鞜, literally Bluestocking) تضم جميع النساء في اليابان. بدأت قصتها الأولى بالكلمات التالية: «في بادئ الأمر كانت المرأة هي الشمس، في إشارة إلى آلهة «أماتيراسو» في العقيدة «الشنتوية» في اليابان، وإلى الاستقلال الروحي الذي فقدته النساء». بدأت هيراتسوكا في الدعوة إلى ثورة روحية للمرأة، ليتحول تركيز المجلة في سنواتها القليلة الأولى إلى قضايا المرأة، بما يشمل النقاش الصريح عن الحياة الجنسية للأنثى، العِفة والإجهاض. كان من ضمن المُشاركات الشاعرة الشهيرة «يوسانو أكيكو» والمؤيدة لحقوق المرأة.
انقلب الرأي العام ضد المجلة بعد نشرها للقصص المبالغ فيها عن علاقات الحب والانفصال، مما دفع هيراتسوكا لنشر العديد من أمثلتها الدفاعية العنيفة. رفض مقالها الصادر في أبريل/نيسان 1913م والذي حمل عنوان (إلى نساء العالم)، دور المرأة التقليدي كما في كتاب (الزوجة الصالحة والأم الحكيمة) الذي يقول: «أتساءل كم عدد النساء اللواتي دخلن في زيجات بلا حب ليتحولن إلى خادمات وعاهرات لرجل واحد مدى الحياة وذلك من أجل الأمن المالي في حياتهم». لم تكتفي التحريض على المجتمع بل على الدولة أيضًا، مما ساهم في زيادة الرقابة على المجلات النسائية والتي شتت النظام العام أو أنها أدخلت أفكارًا غريبة عن المرأة بما يتعارض مع اليابان.
طُويت المجلة في عام 1915م، بعد أن عُينت مؤسستها كضوء أساسي في الحركة النسائية اليابانية، وفي تلك الأثناء من عام 1914م، بدأت هيراتسوكا بالعيش صراحةً مع حبيبها الشاب «أوكومورا هيروشي» وأنجبا طفلين، ليتزوجا في نهاية المطاف عام 1941م.
عام 1920م وعلى أثر تحريات ظروف العاملات في مصانع النسيج وازدياد إصرارها في العمل السياسي، قامت هيراتسوكا بتأسيس جمعية المرأة الجديدة (新婦人協会, Shin-fujin kyokai)، جنبًا إلى جنب مع زميلتها السياسية «فوزاي إشيكاوا»، وبفضل الجهد الكبير الذي بذلته في هذه المجموعة، عام 1922م تم نقض وإلغاء المادة الخامسة من قوانين أمن الشرطة التي سُنّت عام 1900م وتمنع النساء من الولوج في العمل السياسي سواء الانضمام إلى المنظمات السياسية وعقد أو حضور الاجتماعات السياسية. ومع ذلك بقي حق المرأة اليابانية في الاقتراع محلَ مراوغة وهروب، لتبدأ بحملة أخرى أكثر إثارة للجدل حاولت منع الرجال المصابين بأمراض تناسلية من الزواج، لكن بقيت هذه الحملة غير الناجحة موضع جدل أحاط بمهنة هيراتسوكا لأنها وجدت نفسها متحالفة مع حركة تحسين النسل، وأكدت بأن انتشار الأمراض التناسلية كان له تأثير ضار على العرق الياباني.
شهدت هيراتسوكا انصرافًا من أعين عامة الناس إلى حد ما، مثقلة بالديون وحبيبها الذي يعاني من مشاكل صحية بالرغم من أنها واصلت الكتابة والمحاضرة. لكن في سنوات ما بعد الحرب برزت هيراتسوكا مرة أخرى كشخصية عامة أثناء حركة السلام.  في عام 1950م سافرت هيراتسوكا إلى الولايات المتحدة الأمريكية في اليوم الذي عقب اندلاع الحرب الكورية مع الكاتبة والناشطة «نوغامي ياكو» وثلاثة أعضاء آخرين في الحركة النسائية اليابانية (婦人運動家) من أجل تقديم وزير الخارجية الأمريكي «دين أشيسون» بطلب لإنشاء نظام من شأنه تحييد اليابان وإبقائها مُسالمة رافضة للعنف.
استمرت هيراتسوكا في الدفاع عن حقوق المرأة في فترة ما بعد الحرب، إذ قامت بتأسيس جمعية المرأة اليابانية الجديدة عام 1963م مع «نوغامي» والفنانة البارزة «إيواساكي شيهيرو»، واستمرّت في الكتابة والمحاضرة حتّى وفاتها عام 1971م.

## إرثها
بينما استمرّت حياتها المهنية كناشطة سياسيّة لعدة عقود، تُذكر هيراتسوكا بشكل دائم لقيادتها لمجموعة Seitō. وتعتبر الضوء الرئيسي للحركة النسائية في أوائل القرن العشرين في اليابان وكانت شخصيّة مؤثرة فعلًا. لا تزال منظّمتها ما بعد الحرب ومنظمة المرأة اليابانية الجديدة قائمة حتّى يومنا هذا.